# Taíno

Taínogrupper vid spanjorernas ankomst i slutet av 1400-talet. I grönt, karibernas bosättningar, ett arawakfolk av samma ursprung som taínoerna. I väster om Kuba guanahatabeyes och siboneys slutliga reducerade del.

Taíno var en folkgrupp som vid spanjorernas ankomst till Västindien levde på Stora Antillerna; Kuba, Hispaniola, Puerto Rico, Jamaica och på Bahamas. Taíno var nära besläktade med arawakerna, en folkgrupp som i dag lever längs Orinocos nedre lopp i Sydamerika och längs kusten österut från dess mynning. Innan tainoerna kom, var öarna bebodda av ett primitivt folkslag som tainoerna kallade guanahatabeyer. Dessa drevs så småningom iväg, och vid spanjorernas ankomst till öarna 1492 fanns guanahatabeyerna kvar bara längst i väst på Kuba och på Hispaniolas sydvästliga halvö.
Cuba är tainoernas eget namn på den största ön. Den ö som spanjorerna döpte till Hispaniola, i dag delad mellan staterna Haiti och Dominikanska republiken, hade tainoerna flera namn på; både Hayti, Bohio och Cibao, medan Puerto Rico kallades Borinquen. Bahamas omtalades som Lucayos.

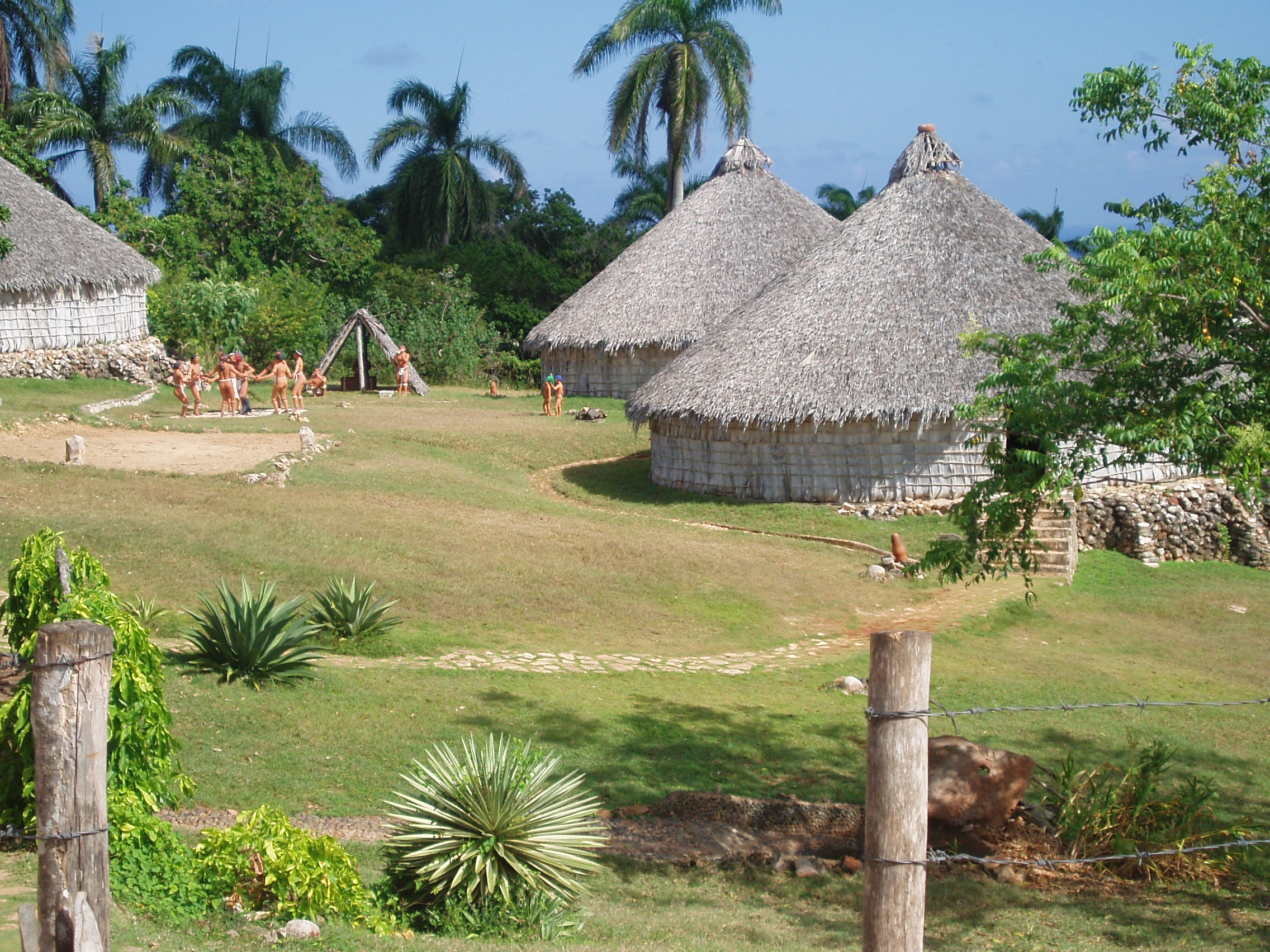
Rekonstruktion av en taínoby på Kuba

## Före 1500
Arkeologin har slutit sig till att taínoerna har utvandrat från Orinoco-området under århundradena strax efter vår tideräknings början. Med kanoter har de gradvis förflyttat sig längre norrut längs öarna i ökedjan Små Antillerna. Runt tiohundratalet har de etablerat sig på Puerto Rico och Hispaniola, och något senare på Kuba och Bahamas. På öarna i Små Antillerna blev tainoerna senare underkuvade av de efterföljande kariberna, som var ett krigarfolk, medan tainoerna var mer fredliga. När kariberna tog över kontrollen på Små Antillerna, fortsatte tainoerna sitt isolerade liv på Stora Antillerna.

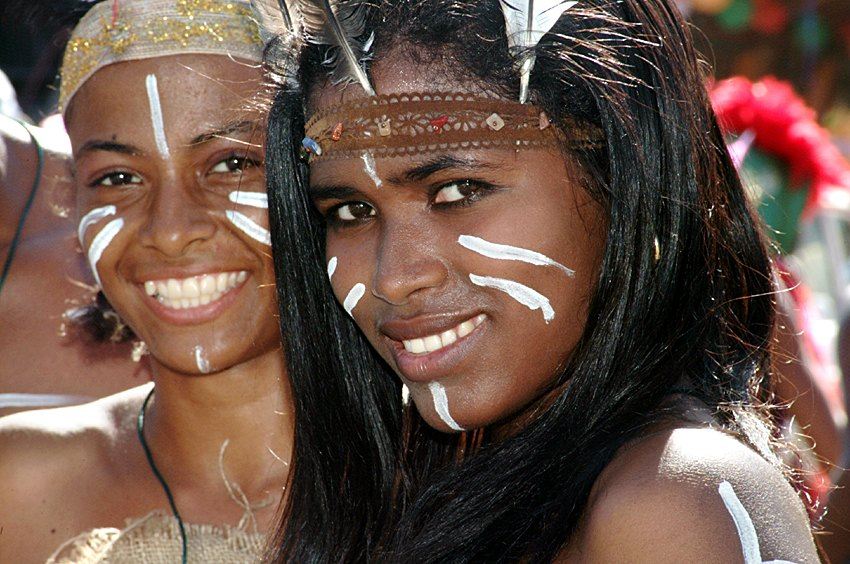
Taínoflickor utstyrda till dominikansk karneval (2005).

## I dag
Inom den lantliga befolkningen hade det uppstått en vitt utbredd blandning med vita conquistadorer och svarta slavar; delar av taínokulturen såsom vissa former av åkerbruket, av arkitekturen och även religiösa riter kom att bevaras i avlägsna områden på Hispaniola och på Kuba. Även om taíno själva i dag inte längre finns kvar i området, bekräftar arkeologiska fynd att spår av taínoindianernas kultur överlevt bland annat på Jamaica. 2003 kunde det påvisas att över 60 % av Puerto Ricos befolkning på mödernet härstammar från taíno och enligt USA:s folkräkning 2010 uppgavs att runt 20.000 Puerto-Ricaner skulle ha en inhemsk härkomst från Taíno.